# Glossamia beauforti
Glossamia beauforti és una espècie de peix pertanyent a la família dels apogònids.

## Descripció
- Pot arribar a fer 16 cm de llargària màxima.
- 7 espines i 9 radis tous a l'aleta dorsal i 2 espines i 9 radis tous a l'anal.[6][7]

## Hàbitat
És un peix d'aigua dolça, demersal i de clima tropical (2°S-4°S).

## Distribució geogràfica
Es troba al llac Sentani i la conca del riu Mamberamo (Irian Jaya, Indonèsia).

## Observacions
És inofensiu per als humans.